# Cem Tuncer
Cem Tuncer (27 luglio 1978) è un bassista, compositore, arrangiatore e produttore tedesco.
È nato in Germania ma si è trasferito a Londra, in Inghilterra, dove ha avuto la sua carriera.  Ha iniziato a suonare il basso all'età di 21 anni. Nel 2004 ha iniziato a suonare jazz. Ha preso parte principalmente a festival jazz come Betone e Tribass, entrambi progetti bandistici. Ha pubblicato il suo album Buddha's Groove .  Nel 2009 ha fondato laboratori di batteria e basso nelle università turche.  Ha composto molte canzoni originali per cortometraggi e documentari. Produce anche musica per spot pubblicitari e film promozionali e sound design per spettacoli e film.